# OkCupid
OkCupid è un social network per incontri tra persone attraverso questionari creati dai webmaster o dagli stessi membri per trovare l'affinità migliore attraverso statistiche. I membri possono mettersi in contatto tramite: blog personali, forum pubblici, messaggistica istantanea, email, e "winks".
Nel 2007 è stato inserito nella classifica dei primi 10 social network per incontri dal settimanale statunitense TIME.